# Großsteingräber bei Zeppernick
Die Großsteingräber bei Zeppernick waren vier mögliche megalithische jungsteinzeitliche Grabanlagen bei Zeppernick, einem Ortsteil von Möckern im Landkreis Jerichower Land, Sachsen-Anhalt. Alle wurden wohl spätestens im 19. Jahrhundert zerstört. Beschreibungen zu den Anlagen liegen nicht vor, ihre mögliche Existenz ist nur durch die Bezeichnungen „vorderste Steinberge“, „mittelste Steinberge“, „hinterste Steinberge“ und „Lange Steinbrücken“ auf einem historischen Messtischblatt belegt.